# Coupe d'Oman de football
La Coupe d'Oman de football est une compétition de football créée en 1972 opposant les clubs omanis. Le vainqueur de la compétition se qualifie pour la Coupe de l'AFC.

## Palmarès
- 1972 : Al-Ahli
- 1973 : Sur Club
- 1974 : Al-Tali'aa
- 1975 : Fanja Club
- 1976 : Fanja Club
- 1977 : Dhofar Club
- 1978 : Fanja Club
- 1979 : Oman Club
- 1980 : Dhofar Club
- 1981 : Dhofar Club
- 1982 : Al-Ahli
- 1983 : Al-Ahli
- 1984 : Al-Ahli 3-0 Dhofar Club
- 1985 : Fanja Club
- 1986 : Fanja Club 3-0 Al-Ahli
- 1987 : Fanja Club 2-1 Al Nasr Salalah
- 1988 : Al-Ahli 1-0 Al Nasr Salalah
- 1989 : Fanja Club
- 1990 : Dhofar Club
- 1991 : Fanja Club
- 1992 : Sur Club
- 1993 : Al Oruba Sur 1-0 Dhofar Club
- 1994 : Oman Club
- 1995 : Al Nasr Salalah bat Al-Ahli
- 1996 : Al-Seeb Sports Club
- 1997 : Al-Seeb Sports Club 1-0 Al Oruba Sur
- 1998 : Al-Seeb Sports Club 1-0 Sedab Club
- 1999 : Dhofar Club 2-1 Al Nasr Salalah
- 2000 : Al Nasr Salalah 2-1 Al Oruba Sur
- 2001 : Al Oruba Sur 1-0 Al Nasr Salalah
- 2002 : Al Nasr Salalah 2-1 Dhofar Club
- 2003 : Mascate Club 2-0 Al-Seeb Sports Club
- 2004 : Dhofar Club 1-0 Mascate Club
- 2005 : Al Nasr Salalah 3-1 Al-Seeb Sports Club
- 2006 : Dhofar Club 2-1 Sur Club
- 2007 : Sur Club 1-1 (tab 4-3)  Mascate Club
- 2008 : Al-Suwaiq Club 1-0 Al Nahda Club
- 2009 : Saham Club 2-2 (tab 7-6) Dhofar Club
- 2010 : Al Oruba Sur 1-1 (tab 5-3) Fanja Club
- 2011 : Dhofar Club 2-0 Al Ittihad Salalah
- 2012-2013 : Al-Suwaiq Club 2-0 Al Nahda Club
- 2013-2014 : Fanja Club 2-0 Al Nahda Club
- 2014-2015 : Al Oruba Sur 2-0 Sur Club
- 2015-2016 : Saham Club 1-0 Al-Khabourah SC
- 2016-2017 : Al-Suwaiq Club 2-0 Dhofar Club
- 2017-2018 : Al Nasr Salalah 2-2 (tab 6-5) AS Sohar
- 2018-2019 : Sur Club 2-1 ap Fanja Club
- 2019-2020 : Dhofar Club 0-0 ap (5-4 tab) Al Oruba Sur
- 2020-2021 : Dhofar Club 5-1 Al-Suwaiq Club
- 2021-2022 : Al-Seeb Sports Club 2-0 Al Rustaq
- 2022-2023 : Al Nahda Club 1-0 Al-Seeb Sports Club
- 2023-2024 : Dhofar Club 2-0 Al Nahda Club[1]
- 2024-2025 : Al-Shabab SC 1-0 Al-Seeb SC